# Philip Rivers
Philip Michael Rivers (Decatur, Alabama, 8 de dezembro de 1981) é um jogador de futebol americano aposentado que jogava na posição de quarterback na National Football League. Ele foi selecionado na quarta posição do Draft de 2004 pelo New York Giants, mas fez parte da troca entre os então San Diego Chargers (atualmente em Los Angeles) e os Giants, que mandaram Eli Manning para Nova Iorque e ele foi para a Califórnia. Ele encerrou sua carreira de dezesseis anos no Indianapolis Colts.

## Início da vida
Philip Rivers nasceu em Decatur, Alabama, em dezembro de 1981. Ele começou a jogar futebol americano na escola na sétima série, em 1994, e se destacou. Rivers chegou a receber propostas para estudar nas faculdades de Auburn e Alabama, universidades de grande prestígio, mas a posição oferecida era de quarterback reserva. No final, foi a Universidade Estadual da Carolina do Norte que lhe ofereceu a posição de titular para começar a temporada de 2000. Ele ficou na NC State até 2003, onde quebrou recordes, disputou finais de conferência e ganhou múltiplos prêmios. No total, ele começou 51 partidas lançou para mais de 13 mil jardas, completou 63% dos passes e lançou para 95 touchdowns, se tornando um dos grandes prospectos para o Draft da NFL em 2004. No final, NC State aposentou a camisa (#17) de Rivers.

## Carreira profissional

### Draft de 2004
Rivers foi projetado para ser uma escolha antecipada do primeiro rodada no Draft de 2004. Mas, apesar de Rivers ter tido sucesso na faculdade e precisão notável (72% de passes certos no seu último ano), perguntas sobre a sua falta de força no braço preocupavam de alguns GMs da NFL. As projeções eram que Rivers poderia ser selecionado pelo Pittsburgh Steelers com a 8ª escolha. O Chargers cobiçava Eli Manning e queria selecioná-lo com sua escolha na primeira rodada, que também foi a primeira escolha geral do draft. Contudo, Manning havia deixado claro que não pretendia jogar em San Diego. O técnico Marty Schottenheimer conhecia Rivers e aconselhou o time a escolhe-lo. O New York Giants e San Diego Chargers fizeram então um acordo, onde os Chargers escolheram Manning e os Giants draftaram Rivers e então, logo em seguida, os dois times trocaram os jogadores. Rivers foi um dos dezessete quarterbacks draftados em 2004.

### San Diego/Los Angeles Charger

#### 2004
Em agosto de 2004, Rivers assinou um contrato de seis anos valendo US$40,5 milhões dólares com o San Diego Chargers. No entanto, devido a longa negociação do contrato com os Chargers, Rivers apenas assinou o acordo somente na última semana de treinamentos. Como resultado, o Chargers deu ao quarterback Drew Brees a oportunidade de manter-se como titular no início da temporada. Com quase tempo nenhum no training Camp (treinamento antes da temporada), Rivers foi incapaz de lutar pela posição com Drew Brees durante a pré-temporada de 2004. Rivers começou a temporada terceiro reserva dos Chargers, atrás de Doug Flutie, mas na frente do QB Cleo Lemon. Infelizmente para  Rivers, Brees passou a ter, de longe, a melhor temporada de sua carreira naquele momento. Até o final daquele ano, Brees foi nomeado para o Pro Bowl e ganhou o prêmio NFL Comeback Player of the Year. Rivers não teve muito tempo para jogar na temporada de 2004, jogando apenas duas partidas. Ele só jogou na segunda metade do último jogo da temporada, uma vitória sobre o Kansas City, e nessa altura os Chargers já tinham conquistado uma vaga nos playoffs em casa e o título da divisão AFC West.

#### 2005
Em 2005, Rivers virou segundo quarterback após o Chargers terem dispensado Doug Flutie, que mais tarde assinou com o New England Patriots. Rivers foi incapaz de bater Drew Brees e virar o QB titular dos Chargers na pré-temporada de 2005.  No último jogo da temporada de 2005, em casa, no Qualcomm Stadium, Rivers entrou no jogo após Brees deslocar o ombro direito no final do segundo quarto devido a uma pancada do safety John Lynch do Denver Broncos. Rivers completou 12 de 22 passes para 115 jardas com uma interceptação e dois fumbles. O Chargers perderam para o Denver por 20 a 7.

#### 2006

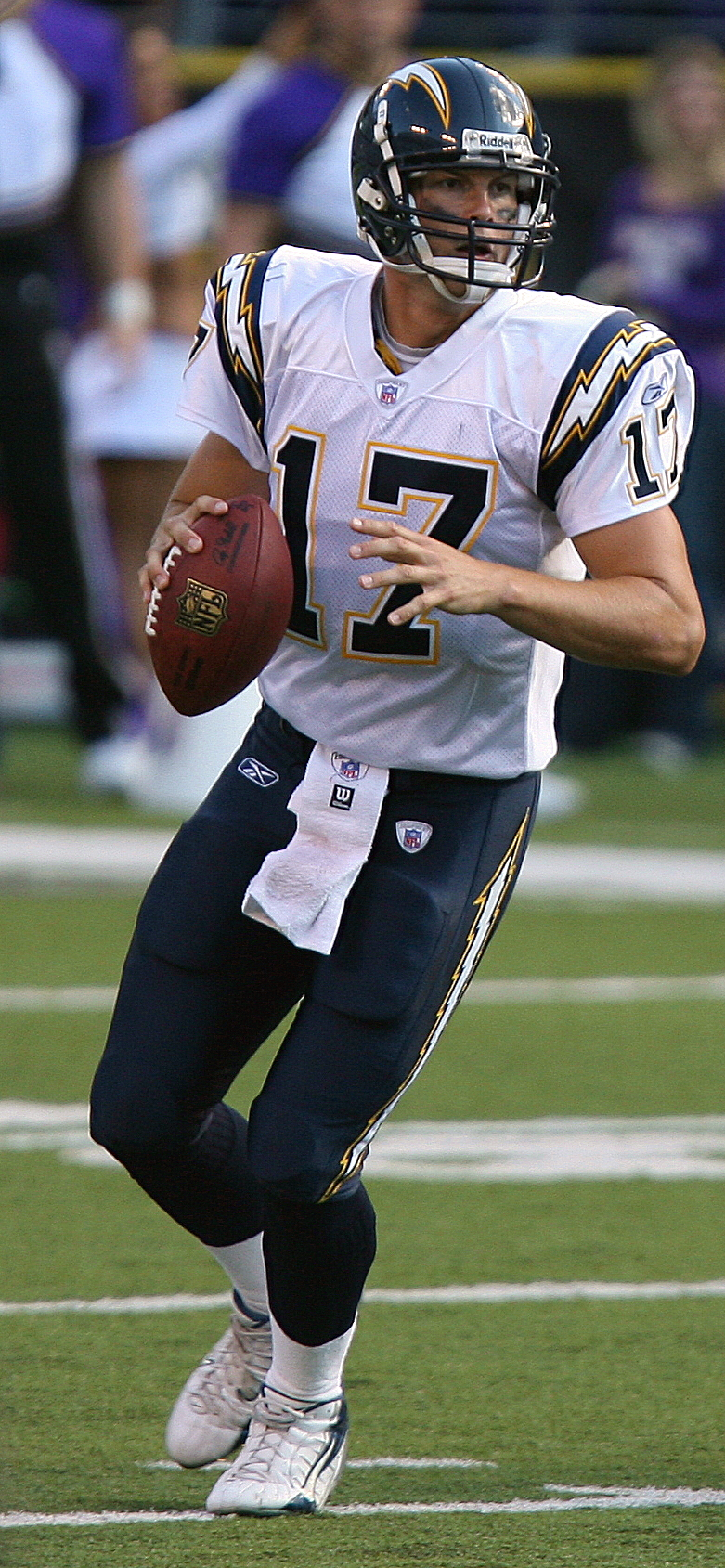
Rivers em 2006.

Para a temporada de 2006, o QB Drew Brees foi dispensado pelos Chargers, em parte devido a uma lesão sofrida em um jogo contra Denver. Rivers virou então titular durante os treinamentos. As expectativas eram altas para Rivers, devido à grande quantidade de talentos no San Diego Chargers.
Projetava-se que os Rivers se tornaria uma estrela da NFL antes da temporada de 2006 devido a sua porcentagem de conclusão espetacular na faculdade (72% no último ano). Depois de apenas 5 jogos como titular na NFL, Rivers foi nomeado o segundo melhor quarterback da liga com menos de 25 anos pela Sports Illustrated e fizeram comparações numerosas com Dan Marino por ele passar rápido e também por sua presença no pocket.
Em 11 de setembro de 2006, Rivers começou contra o Oakland Raiders. Rivers controlou bem o jogo, apesar de passar apenas 11 vezes, mas completou oito passes, um para touchdown na vitória de 27 a 0 em cima dos Raiders. Após seu primeiro jogo, Rivers liderou a NFL em com um rating de 133,9.
Na quinta semana da temporada, o campeão do Super Bowl, o Pittsburgh Steelers, foi jogar contra San Diego no Qualcomm Stadium e um plano de Bill Cowher na defensa era parar o running back dos Chargers, LaDainian Tomlinson. Este jogo marcou um ponto de virada para Rivers, que conduziu a equipe à vitória completando 24 de 37 passes para 242 jardas e dois TDs, na vitória por 23 a 13.

#### 2007
Norv Turner assumiu como treinador dos Chargers em 2007. Depois de um começo 1-3, o time encontrou seu ritmo, terminando aquele ano com 11 vitórias e 5 derrotas, vencendo a AFC West pelo segundo ano consecutivo. Os Chargers também venceram seus dois primeiros jogos do playoff pela primeira vez desde a temporada de 1994, batendo o Tennessee Titans e o Indianapolis Colts, antes de cair para os Patriots na final da AFC pelo placar de 21 a 12.
Após perder os playoff, Rivers revelou que presisava de uma cirurgia para reparar o seu ligamento cruzado anterior, lesão que ele tinha sofrido durante os playoffs. Esta operação exigiria recuperação de seis meses. No entanto, Philip prometeu estar de volta a tempo de treinar antes do início da temporada de 2008 e assim ele o fez.

#### 2008
Em 2008, Rivers teve o maior rating da carreira, 105.5, com 34 passes para touchdown (recorde da franquia, que pertencia a Dan Fouts que fez 33 em 1981) ele também foi líder da NFL nesta estatística e o melhor na temporada em jardas por passe, com 8.4. Depois de começar perdendo 8 dos primeros 12 jogos, Rivers lançou 11 passes para touchdown e uma interceptação para ganhar as quatro últimas partidas da temporada, ganhando a divisão AFC Oeste, contra o Denver Broncos, levando-os para os playoffs contra os Colts. Em 3 de janeiro de 2009, o San Diego Chargers venceu o Indianapolis Colts por 23 a 17 avançando na pós-temporada mas acabaram sendo derrotados pelo Steelers.

#### 2009
Em 24 de agosto de 2009, Rivers prolongou seu contrato por 6 anos com o salário de US$92 milhões de dólares. Ele terminou a temporada de 2009 com um QB Rating de 104.4, o terceiro mais alto em toda a NFL, depois de passar para 4.254 jardas, 28 TD, com apenas 9 intercepções. Rivers foi votado pela segunda vez para o Pro Bowl em 29 de dezembro. Ele levou os Chargers para o segundo lugar na AFC com uma campanha de 13 vitórias e apenas 3 derroas, empatado como o segundo melhor da NFL. No playoff de divisão, Rivers foi completou 27 de 40 passes para 298 jardas, lançando para um touchdown e foi interceptado duas vezes. O Chargers perderam de 17 a 14 para o New York Jets, que por sua vez foi derrotado por 30 a 17 pelo Indianapolis Colts na Final da AFC.

#### 2010
Rivers liderou a liga em jardas nesta temporada, lançando para 4 710 jardas - 10 jardas a mais que o segundo lugar, Peyton Manning - e ainda lançou 30 touchdowns. Os Chargers começaram o ano devagar com três vitórias em oito jogos e terminaram com nove vitórias e sete derrotas. Rivers acabou sendo convidado para o Pro Bowl de 2011, o quarto de sua carreira, e começou o jogo no lugar do machucado Tom Brady. Esta foi a primeira vez que ele jogou num Pro Bowl, por duas vezes perdendo o jogo por contusão e em uma devido ao nascimento da sua filha em 2010. Rivers foi eleito NFL Alumni Player of the Year Award como quarterback em 2010, em cima de Tom Brady, e também foi eleito MVP (Melhor Jogador) pela Associated Press.

#### 2011
No ano de 2011, Rivers terminou com um percentual de 62,9% de acerto, completando 582 passes de 366 com 20 interceptações e mais 27 touchdowns. Contudo, pelo segundo ano seguido, os Chargers não se classificaram para os playoffs, com uma campanha de 8 vitórias em 16 jogos.

#### 2012
Rivers e os Chargers começaram 2012 com uma vitória por  22 a 14 sobre o Oakland Raiders. Rivers lançou para 231 jardas e marcou um touchdown. Na semana seguinte, ele passou para três touchdowns contra o Tennessee Titans. Na semana 4, Rivers fez seu centésimo jogo pelos Chargers.
Porém, apesar do bom começo, os Chargers acabaram vencendo apenas 7 jogos e não foram aos playoffs novamente. Rivers terminou o ano de forma inconsistente com 26 touchdowns, 15 interceptações e 3 606 jardas.

#### 2013
Rivers acumulou 35 interceptações nas duas temporadas anteriores, o que levou muitos a crer que sua carreira estava em declínio. Ele começou a temporada com um novo treinador, Mike McCoy, e acabou cometendo menos erros. Na semana 2, na vitória sobre o Philadelphia Eagles, ele lançou para 419 jardas e 3 touchdowns. Duas rodadas depois, veio outra vitória, desta vez sobre o Dallas Cowboys, onde Philip Rivers quebrou o recorde da NFLde percentual de passes completados (83%) para um quarterback que lançou pelo menos 400 jardas (401), 3 touchdowns e uma interceptação. Na semana 7, ele passou das 30 000 jardas na carreira. Rivers é o segundo na história dos Chargers em termos de jardas lançadas, atrás apenas de Dan Fouts. Ele terminou o ano sendo selecionado para o Pro Bowl pela quinta vez na carreira. Na última partida na temporada, contra o Kansas City Chiefs, Philip liderou seu time em um empate no tempo regulamentar e então guiou uma campanha para vencer o jogo na prorrogação e garantir que seu time chegasse aos playoffs como time de sexta melhor campanha na AFC. Com um jogo corrido melhor e uma linha ofensiva mais robusta, o jogador liderou a liga com o melhor percentual de conversão de terceiras decidas da NFL, com 49,4%.
Na pós-temporada, os Chargers foram até Cincinnati para enfrentar, na rodada de repescagem, os Bengals time que estava invicto em casa no ano. Contudo, San Diego conseguiu vencer o adversário por 27 a 10 com uma boa atuação de Rivers. Na semana seguinte, nos playoffs de divisão, buscando uma vaga na final de conferência, o time foi enfrentar o Denver Broncos na casa do adversário. Apesar dos bons números, Philip não conseguiu liderar sua equipe a vitória, sofrendo uma amarga derrota por 24 a 17, sofrendo a eliminação pelo terceiro ano seguido na segunda rodada dos playoffs. O jogador foi nomeado, após a temporada, o Comeback Player of the Year.

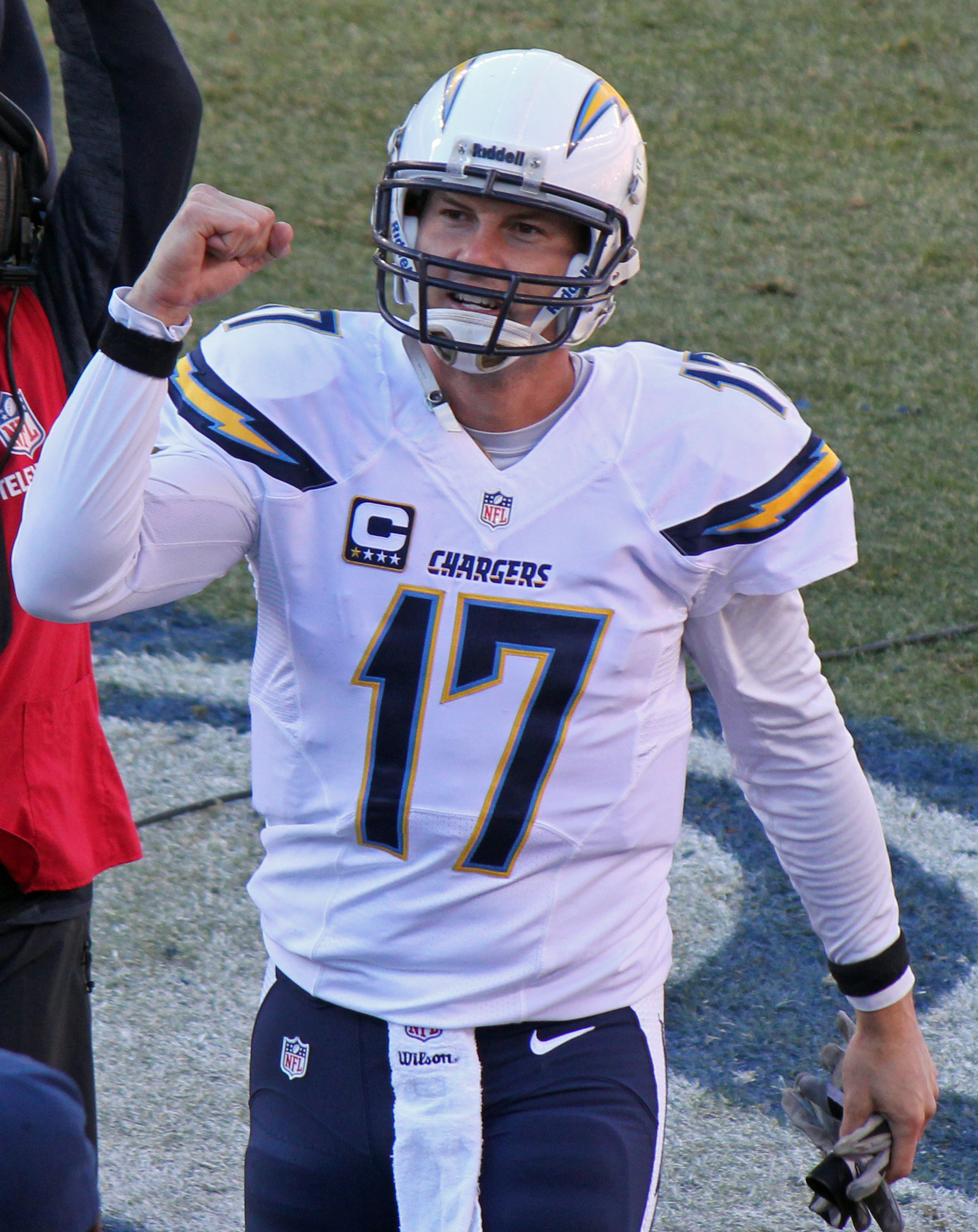
Rivers em 2014.

#### 2014
A temporada de 2014 acabou sendo uma de altos e baixos para os Chargers, apesar do bom desempenho de Rivers. De fato, chegando no último jogo do ano, o time ainda tinha chances de se classificar mas Philip foi sacado sete vezes na derrota para o rival Kansas City Chiefs. No final, ele terminou a temporada com 4 286 jardas, 31 touchdowns e 18 interceptações. Foi seu sexto ano com pelo menos 4 000 jardas. Entre as semanas 2 e 6, ele se tornou o primeiro jogador na história da liga a ter um rating superior a 120 em cinco jogos seguidos. No fim da temporada, contudo, Rivers sofreu com uma contusão na costela e nas costas, ma o jogador afirmou que isso não afetou sua performance. Porém seu rating ficou em 71,2 em dezembro, o menor de sua carreira desde 2007 (68,8).

#### 2015
Antes da temporada de 2015, Philips assinou uma extensão contratual de 4 anos, no valor de US$ 84 milhões de dólares.
Seu ano, em termos de números, foi bom, lançando novamente para mais de 4 mil jardas e fazendo 29 TDs. Mas o time venceu apenas quatro jogos em dezesseis partidas. Rivers foi chamado para o Pro Bowl de 2016 como substituto, mas ele se recusou a ir.

#### 2016
Em 13 de abril de 2016, Rivers passou Dan Fouts para se tornar o quarterback com a maior quantidade de jardas aéreas na história dos Chargers. O ano de 2016 foi difícil para o jogador. Apesar the ter lançado para 33 touchdowns, Rivers liderou a liga com 21 interceptações e completou apenas 60,4% dos seus passes, a segunda pior marca da carreira. Rivers conseguiu um rating de apenas 87,9, que também é a segunda pior marca da carreira. Assim, os Chargers conquistaram apenas cinco vitórias em dezesseis jogos, ficando na última posição de sua divisão pelo segundo ano seguido.

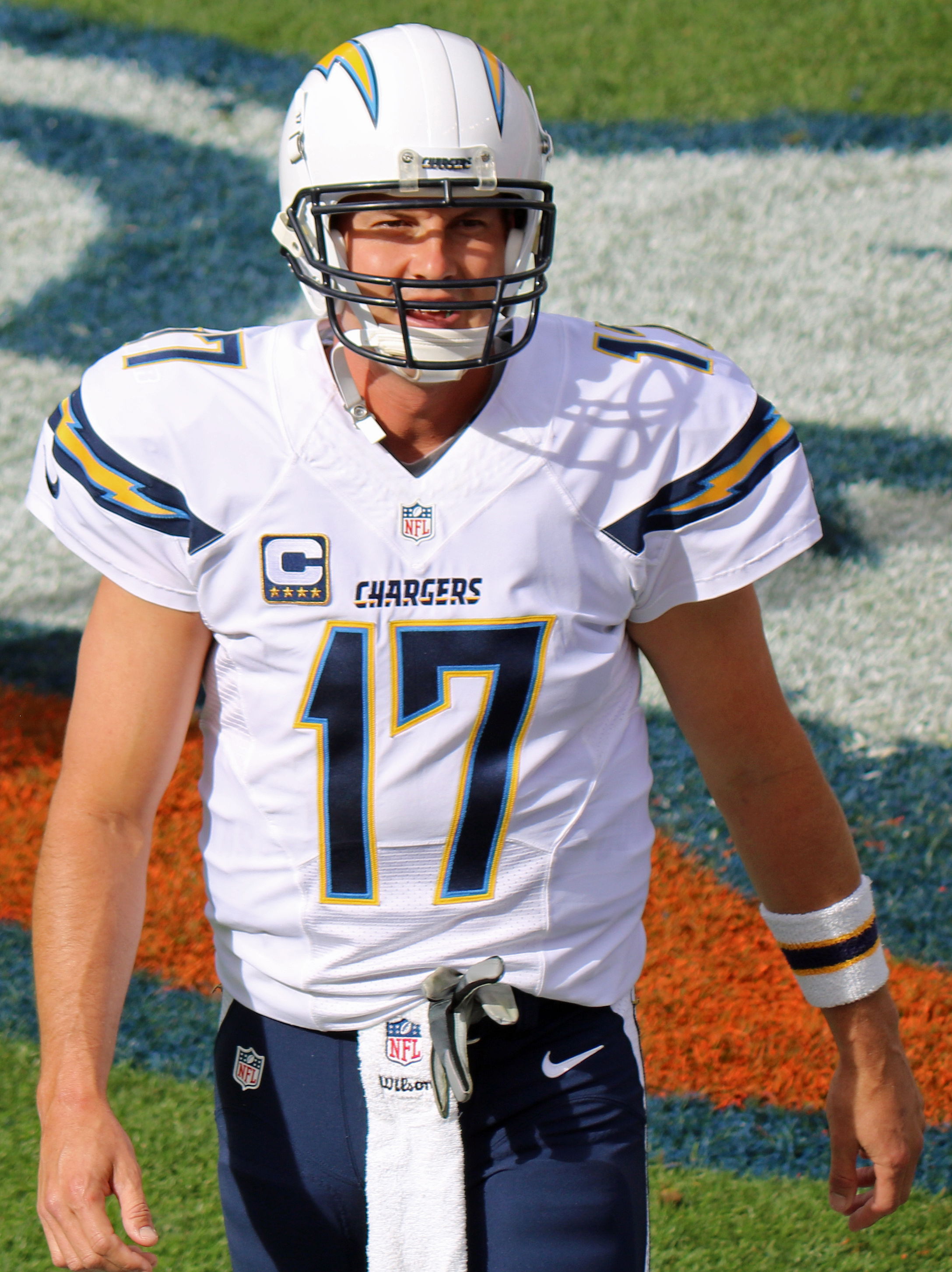
Rivers em 2016, com os Chargers.

#### 2017
Rivers e o Los Angeles Chargers (o time havia mudado de cidade na intertemporada) começou o ano de 2017 não foi fácil. Na primeira semana, em um jogo contra o Denver Broncos, ele passou para apenas 192 jardas, três touchdowns e uma interceptação numa derrota por 24 a 21. Na semana seguinte, veio outra derrota, para o Miami Dolphins, mas Rivers teve uma performance melhor, passando para 331 jardas e um touchdown. Veio então mais duas derrotas (contra os Kansas City Chiefs e contra o Philadelphia Eagles), onde ele lançou para três interceptações. Foi somente na semana 5, contra o New York Giants, que veio a primeira vitória. O LA Chargers venceriam as duas partidas seguintes, contra os Raiders e os Broncos.
A temporada continuou inconstante para Rivers e os Chargers. No Dia de Ação de Graças, contra o Dallas Cowboys, ele lançou para 434 jardas e 3 touchdowns na vitória do seu time. Rivers foi nomeado AFC Offensive Player of the Week ("Jogador de Ataque da Semana"). Nos próximos duas semanas, ele lançou para mais de 300 jardas em cada partida e garantiu a vitória do seu time. Ao final da temporada, ele foi nomeado para o seu sétimo Pro Bowl. Na última semana da temporada regular, Rivers se tornou o nono quarterback na história da NFL a passar de 50 000 jardas aéreas acumuladas na carreira. Com uma performance de 387 jardas e três touchdowns numa vitória sobre os Raiders, ele foi nomeado "Jogador Ofensivo da Semana" pela segunda vez. No total, ele terminou o ano com 4 515 jardas, 28 touchdowns e dez interceptações. Os Chargers terminaram a temporada com 9 vitórias e 7 derrotas. Apesar desta ser a primeira temporada vitoriosa do time desde 2014, o time não chegou nos playoffs.

#### 2018
Em 9 de setembro de 2018, Rivers lançou para 424 jardas e três touchdowns na abertura da temporada em uma derrota para o Kansas City Chiefs por 38 a 28, tendo passado de 400 jardas pela décima vez na carreira, sendo a melhor performance dele num jogo inicial de uma temporada. A primeira vitória no ano veio na semana seguinte contra o Buffalo Bills, onde Rivers lançou para 256 jardas e três touchdowns. Em outubro, após uma vitória por 29 a 27 contra o San Francisco 49ers, Rivers (e Ben Roethlisberger na semana 2) passou John Elway como o oitavo jogador com mais jardas aéreas acumuladas na carreira na hisstória da NFL. Na semana 11, em outra derrota, desta vez para o Denver Broncos, ele passou para 401 jardas e dois touchdowns, mas também lançou duas interceptações.
Na semana 12, contra o Arizona Cardinals, empatou o recorde de Ryan Tannehill de mais passes completados de forma consecutiva, com 25. Ao contrário de Tannehill, ele o fez em um único jogo e terminou com outro recorde ao encerrar uma partida com 28 de 29 passes completados (96,55%). Nesse mesmo jogo lançou para 259 jardas e três touchdowns, sendo nomeado o jogador da semana na AFC. Em 13 de dezembro, no Thursday Night Football, de novo contra os Chiefs, Rivers conseguiu liderar seu time a uma vitória, depois de estar perdendo por quatorze pontos, por 29 a 28 após uma conversão de dois pontos bem sucedida. Esta foi a primeira vitória dos Chargers contra Kansas City após nove derrotas seguidas.
Philip Rivers lançou para mais de 4 000 jardas em 2018, sendo o quarto jogador na história da liga a ter dez temporadas na carreira com esses números, se juntando a Peyton Manning, Drew Brees e Tom Brady. Ao final da temporada, ele contabilizou 4 308 jardas aéreas, 32 touchdowns e 12 interceptações. O Los Angeles Chargers terminaram o ano com doze vitórias e apenas quatro derrotas, retornando aos playoffs pela primeira vez desde 2013. Com a quinta melhor campanha da conferência, eles enfrentaram o campeão da AFC North, o Baltimore Ravens, na rodada de repescagem. Rivers lançou para 160 jardas na vitória dos Chargers por 23 a 17. Na semana seguinte, na rodada divisional, enfrentando o New England Patriots, Rivers lançou para 331 jardas, três touchdowns e uma interceptação, mas seu time perdeu por 41 a 28.
Em 2019, Rivers foi ranqueado como o 17º melhor jogador do ano da NFL pelos colegas de profissão.

#### 2019

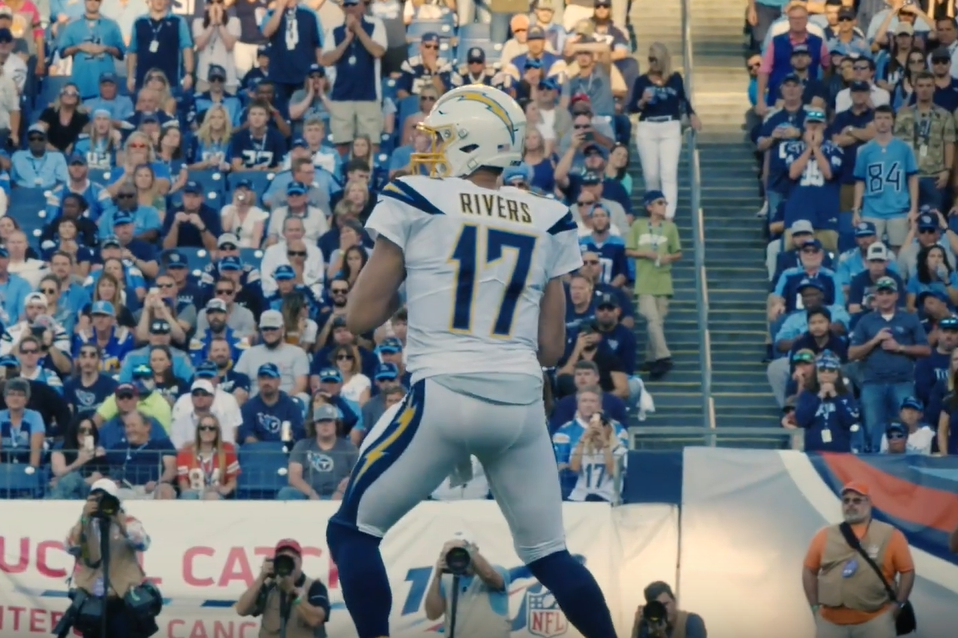
Philip Rivers em 2019

Na semana 1, contra o Indianapolis Colts, Rivers lançou para 333 jardas, três touchdowns e uma interceptação na vitória por 30 a 24 na prorrogação. Na semana seguinte, contra o Detroit Lions, ele completou 21 passes para 293 na derrota por 13 a 10. Nas próximas duas semanas, veio uma derrota contra o Houston Texans, e uma vitória contra Miami Dolphins, onde ele acumulou 628 jardas aéreas. Na semana seguinte, veio outra derrota, desta vez para o Pittsburgh Steelers, Rivers passou para 320 jardas e dois touchdowns além de duas interceptações, no NBC Sunday Night Football. No jogo seguinte, outra derrota, desta vez para o Tennessee Titans, com Rivers novamente tendo números expressivos com 329 jardas e dois TDs. Na semana 11, os Chargers foram derrotados pelo Kansas City Chiefs, no Monday Night Football disputado no Estadio Azteca, com Rivers lançando para 353 jardas, um touchdown e quatro interceptações. Na semana 14, contra o Jacksonville Jaguars, Philip Rivers lançou para 314 jardas e três TDs na vitória por 45 a 10. Rivers termino a temporada de 2019 com 4 615 jardas aéreas, 23 touchdowns e 20 interceptações, alguns dos piores anos da carreira em termos de estatísticas, com os Chargers vencendo apenas cinco jogos no total. Ao final da temporada ele não renovou seu contrato com os Chargers.

### Indianapolis Colts

#### 2020
Em 21 de março de 2020, Rivers assinou um contrato de um ano com o Indianapolis Colts, valendo em torno de US$ 25 milhões de dólares.
Seu primeiro jogo com os Colts aconteceu em 13 de setembro de 2020, terminando com 363 jardas, um touchdown e duas interceptações na derrota por 27 a 20 contra o Jacksonville Jaguars. Sua primeira vitória veio na semana seguinte, contra o Minnesota Vikings, por 28 a 11.
Na semana 10, contra o Tennessee Titans no Thursday Night Football, Rivers lançou para 308 jardas e um touchdown na vitória por 34 a 17. Neste jogo, Rivers passou Dan Marino na lista de jogadores com maior número de jardas aéreas lançadas na carreira (como o quinto jogador na lista, na época). Na semana seguinte, veio outra vitória, desta vez contra o Green Bay Packers, onde Rivers lançou para 288 jardas, três touchdowns e uma interceptação. Neste jogo, Rivers rompeu sua placa plantar no pé, mas isso não o impediu de continuar jogando na temporada. No último jogo da temporada regualr, contra os Jaguars, Rivers superou Dan Marino em outra marca, a de touchdowns lançados. Ele termionu a temporada de 2020 com 4 169 jardas, 24 touchdowns e 11 interceptações.
Na rodada de repescagem dos playoffs, contra o Buffalo Bills, Rivers lançou para 309 jardas e dois touchdowns na derrota dos Colts por 24 a 27.

### Aposentadoria
Em 20 de janeiro de 2021, Rivers anunciou que estava se aposentando da NFL.

## Números

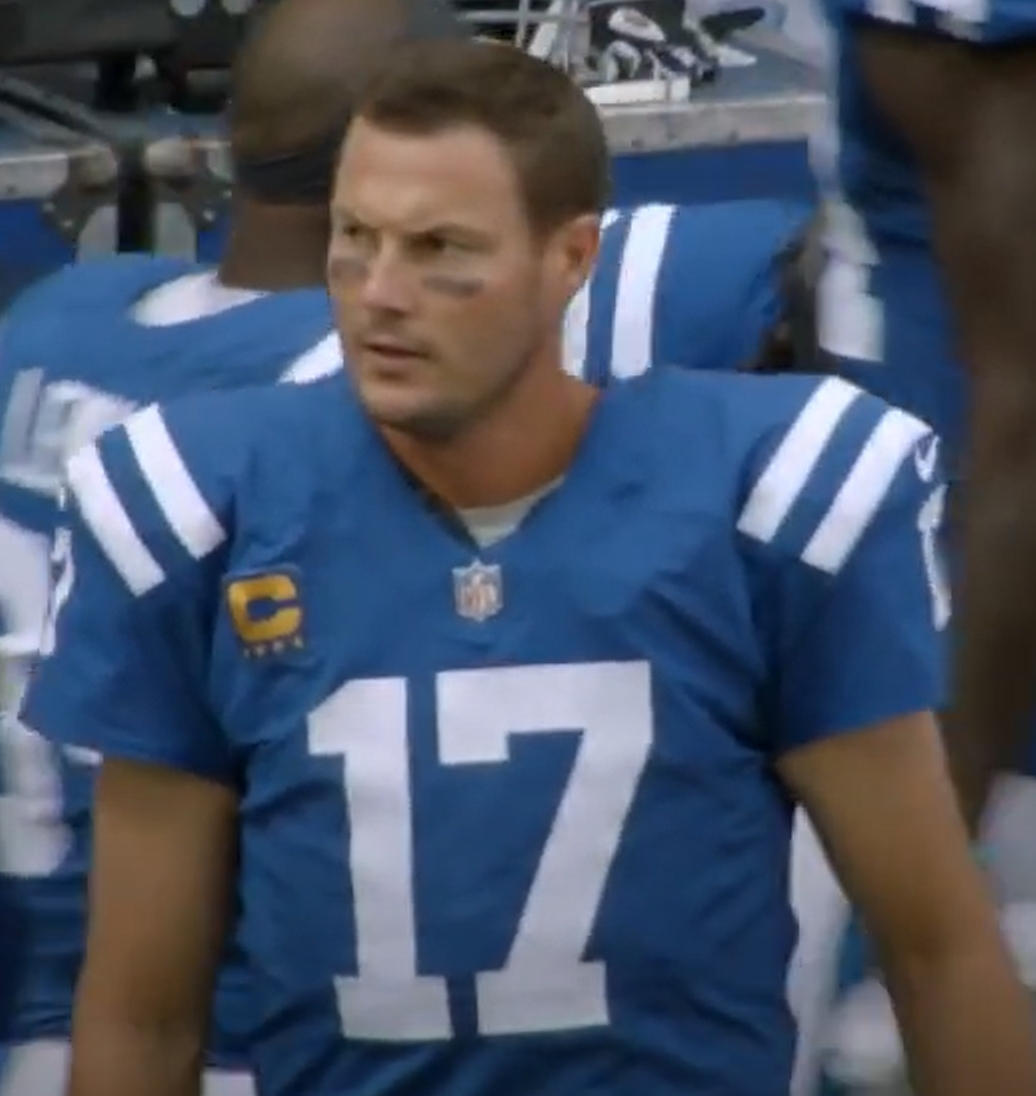
Rivers com a camisa dos Colts.

### Temporada regular
| Ano   | Time  | J   | JT  | Passando a bola | Passando a bola | Passando a bola | Passando a bola | Passando a bola | Passando a bola | Passando a bola | Passando a bola |
| Ano   | Time  | J   | JT  | Comp            | Ten             | Pct%            | Jardas          | Média           | TD              | Int             | Rtg             |
| ----- | ----- | --- | --- | --------------- | --------------- | --------------- | --------------- | --------------- | --------------- | --------------- | --------------- |
| 2004  | SD    | 2   | 0   | 5               | 8               | 62,5%           | 33              | 16.5            | 1               | 0               | 110,9           |
| 2005  | SD    | 2   | 0   | 12              | 22              | 54,5%           | 115             | 5,2             | 0               | 1               | 50,4            |
| 2006  | SD    | 16  | 16  | 284             | 460             | 61,7%           | 3 388           | 7,4             | 22              | 9               | 92,0            |
| 2007  | SD    | 16  | 16  | 277             | 460             | 60,2%           | 3 152           | 8,4             | 21              | 15              | 82,4            |
| 2008  | SD    | 16  | 16  | 312             | 478             | 65,3%           | 4 009           | 8,4             | 34              | 11              | 105,5           |
| 2009  | SD    | 16  | 16  | 317             | 486             | 65,2%           | 4 254           | 8,6             | 28              | 9               | 104,4           |
| 2010  | SD    | 16  | 16  | 357             | 541             | 66%             | 4 710           | 8,7             | 30              | 13              | 101,8           |
| 2011  | SD    | 16  | 16  | 366             | 582             | 62,9%           | 4 624           | 7,9             | 27              | 20              | 88,7            |
| 2012  | SD    | 16  | 16  | 338             | 527             | 64,1%           | 3 606           | 6,8             | 26              | 15              | 87,9            |
| 2013  | SD    | 16  | 16  | 378             | 544             | 69,5%           | 4 478           | 8,2             | 32              | 11              | 105,5           |
| 2014  | SD    | 16  | 16  | 379             | 570             | 66,5%           | 4 286           | 7,5             | 31              | 18              | 93,8            |
| 2015  | SD    | 16  | 16  | 437             | 661             | 66,1%           | 4 792           | 7,25            | 29              | 13              | 93,8            |
| 2016  | SD    | 16  | 16  | 349             | 578             | 60,4%           | 4 386           | 7,6             | 33              | 21              | 87,9            |
| 2017  | LA    | 16  | 16  | 360             | 575             | 62,6%           | 4 515           | 7,9             | 28              | 10              | 96,0            |
| 2018  | LA    | 16  | 16  | 347             | 508             | 68,3%           | 4 308           | 8,5             | 32              | 12              | 105,5           |
| 2019  | LA    | 16  | 16  | 390             | 591             | 66%             | 4 615           | 7,8             | 23              | 20              | 88,5            |
| 2020  | IND   | 16  | 16  | 369             | 543             | 68%             | 4 169           | 7,7             | 24              | 11              | 97,0            |
| Total | Total | 244 | 240 | 5 277           | 8 134           | 64,9%           | 63 440          | 7,8             | 421             | 209             | 95,2            |

### Pós-temporada
| Ano   | Time  | J  | JT | Passando a bola | Passando a bola | Passando a bola | Passando a bola | Passando a bola | Passando a bola | Passando a bola | Passando a bola |
| Ano   | Time  | J  | JT | Comp            | Ten             | Pct%            | Jardas          | Média           | TD              | Int             | Rtg             |
| ----- | ----- | -- | -- | --------------- | --------------- | --------------- | --------------- | --------------- | --------------- | --------------- | --------------- |
| 2006  | SD    | 1  | 1  | 14              | 32              | 43,8%           | 230             | 7,2             | 0               | 1               | 55,5            |
| 2007  | SD    | 3  | 3  | 52              | 86              | 60,5%           | 767             | 8,9             | 4               | 4               | 85,8            |
| 2008  | SD    | 2  | 2  | 41              | 71              | 57,7%           | 525             | 7,4             | 3               | 2               | 83,4            |
| 2009  | SD    | 1  | 1  | 27              | 40              | 67,5%           | 298             | 7,5             | 1               | 2               | 76,9            |
| 2013  | SD    | 2  | 2  | 30              | 43              | 69,8%           | 345             | 8,0             | 3               | 0               | 116,9           |
| 2018  | LA    | 2  | 2  | 47              | 83              | 56,6%           | 491             | 5,9             | 3               | 1               | 80,9            |
| 2020  | IND   | 1  | 1  | 27              | 46              | 58,7%           | 309             | 6,7             | 2               | 0               | 93,5            |
| Total | Total | 12 | 12 | 238             | 401             | 59,4%           | 2 965           | 7,5             | 16              | 10              | 85,3            |

## Vida pessoal
Rivers e sua mulher, Tiffany, começaram a namorar na sétima série e se casaram em 2001. Eles têm sete filhas e três filhos juntos. Rivers é um bom amigo do pitcher do Chicago White Sox Jake Peavy, que também estudou no Alabama e, até 2009, também jogou em San Diego com os Padres.